# Quellen und Forschungen aus italienischen Bibliotheken und Archiven

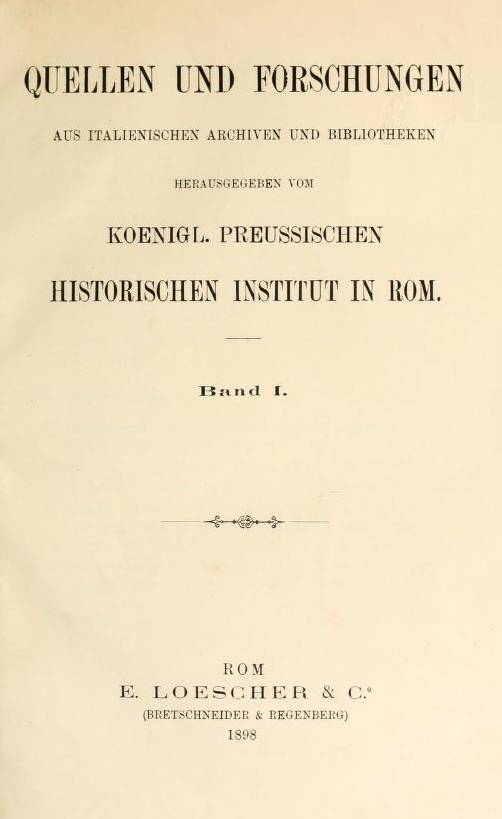
Portada de la edición de 1898.

Quellen und Forschungen aus italienischen Archiven und Bibliotheken (abreviado como QFIAB, menos frecuentemente QFiAB o QF) es una revista académica de historia publicada por el Instituto Histórico Alemán en Roma. El primer volumen apareció en 1898.
Temáticamente, los artículos y misceláneas abarcan las relaciones entre Alemania e Italia y presentan nuevos resultados de investigación sobre la historia italiana desde la Alta Edad Media hasta la historia contemporánea. Los temas de la historia alemana también se consideran cuando se basan especialmente en fuentes italianas. Los artículos suelen publicarse en alemán o italiano. Cada artículo incluye un breve resumen (resumen documental) en la otra lengua y en inglés. Además, los volúmenes de la revista contienen el informe anual del director, reportes sobre conferencias del instituto y una amplia sección de reseñas.
Actualmente, la edición de los volúmenes está a cargo de Alexander Koller. Previamente, esta tarea fue realizada por Hermann Michael Goldbrunner y Martin Bertram. Los artículos enviados pasan por un proceso de revisión por pares.
Los volúmenes 1 a 17 (número 1) fueron publicados por Loescher en Roma. Posteriormente, la revista se trasladó a la editorial Regenberg, también con sede en Roma, donde se publicaron los volúmenes 17 (número 2) a 33. A partir del volumen 34, el primero que se publicó tras la reanudación de las actividades del instituto en 1953, la revista se editó en la editorial Max Niemeyer en Tubinga, aunque inicialmente se distribuyó en Italia a través de Regenberg. En 2006, la editorial Max Niemeyer fue adquirida por De Gruyter, y desde entonces la revista forma parte del catálogo de esta última.